# Статут САО Крајине
Статут Српске Аутономне Области Крајине био је статут који је као општи правни акт прописивао устројство САО Крајине. Усвојен је 21. децембра 1990. године, а потоње измене и допуне основног текста извршене су 18. марта 1991. године. Био је на снази до 29. маја 1991. године, када је усвојен Уставни закон САО Крајине.

## Историја
Након формирања Заједнице општина Сјеверне Далмације и Лике (ЗОСДЛ), која је основана 27. јуна 1990. године, покренута је иницијатива за израду Статута ЗОСДЛ, али то питање није могло бити решено одмах, услед тадашњих сложених прилика.
Током наредних месеци преовладао је став да би рад на доношењу Статута требало ускладити са проглашењем вишег стапена аутономије. Стога је током јесени исте године израђен унапређени нацрт, који је усвојен од стране општинских скупштина у саставу ЗОСДЛ. Потом је 21. децембра 1990. године извршено проглашење Статута САО Крајине. Тим чином дотадашња ЗОСДЛ прерасла је у САО Крајину, која је Статутом дефинисана као српска аутономна област у саставу тадашње југословенске федералне јединице Хрватске.
Измене и допуне основног текста Статута извршене су 18. марта 1991. године, а основна промена се састојала у редефинисању САО Крајине сао посебног политичког ентитета у саставу Југославије. Потом је 17. априла исте године донета одлука о измени аката за спровођење Статута, чиме је омогућено сазивање привремене Скупштине, коју би чинило по седам посланика из сваке општинске скупштине са подручја САО Крајине. На заседању које је одржано 29. маја 1991. године, Скупшина је усвојила Уставни закон САО Крајине као виши правни акт, чиме је дотадашњи Статут престао да важи.